# Норакидзе, Анатолий Леванович
Анатолий Леванович Норакидзе (груз. ანატოლი ლევანის ძე ნორაკიძე; 30 марта 1930 — 27 февраля 1995) — советский грузинский футболист и футбольный тренер, заслуженный тренер СССР (1968), первый главный тренер сборной Грузии по футболу (2 июля 1991 — 22 декабря 1992). Известен по играм за ряд грузинских клубов, в Высшей лиге СССР сыграл 30 матчей (25 за тбилисский «Спартак» и 5 за тбилисское «Динамо») и забил 8 голов (все за «Спартак»). Работал тренером многих грузинских клубов, в том числе сухумского «Динамо» и кутаисского «Торпедо».

## Биография

### Игровая карьера
Воспитанник ДЮСШ города Очамчири, начинал карьеру в очамчирском «Динамо» (1948—1949). В дальнейшем выступал за сухумское «Динамо» (1950), тбилисский «Спартак» (1951, 1953), тбилисское «Динамо» (1951—1952, 1958) и тбилисское ДО (1952—1953, 1954—1957, 1958—1959, он же СКВО).
Историк и искусствовед Гулбат Торадзе так описывал в книге «Грузинский футбол» (груз. ქართული ფეხბურთი) игру Норакидзе в 1951 году против московского «Спартака»:

Норакидзе напрямую очаровал зрителей своей игрой. Этот 20-летний парень выступал на поле как настоящий организатор и конструктор атаки, державший в руках бразды правления игрой. Его внезапные длинные передачи повергали москвичей в панику. В случае необходимости юный игрок брал игру на себя и переходил легко середину поля.
Оригинальный текст (груз.)ნორაკიძემ კი პირდაპირ მოხიბლა მაყურებლები თავისი თამაშით. ეს 20 წლის ბიჭი მოედანზე მოგვევლინა როგორც შეტევის ნამდვილი ორგანიზატორი და კონსტრუქტორი, რომელსაც ხელში ეპყრა თამაშის სადავეები. მისმა მოულოდნელმა გრძელმა პასებმა პანიკაში ჩააგდო მოსკოველთა დაცვა. საჭირო შემთხვევაში კი ახალგაზრდა ფეხბურთელი საკუთარ თავზე იღებდა თამაშს და ფინტებით გადიოდა „ცხელ ხაზზე“.

### Тренерская карьера
Как тренер работал с клубами «Гантиади» из Цхакая (1961), кутаисским «Торпедо» (1966—1968, 1973—1977, 1979, 1983, 1992—1993), «Мешахте» из Ткибули (1969), «Дила» (1969—1970), «Мерцхали» (1971—1972), сухумским «Динамо» (1978, 1987—1989), «Локомотивом» из Самтредиа (1981—1982, 1983—1984), «Цхуми» (1990—1991), тбилисского «Анчи» (1994). Среди его воспитанников — Отар Габелия, Реваз Додзуашвили, Тамаз Костава, Гиви Нодия, Леван Нодия, Тенгиз Сулаквелидзе, Рамаз Шенгелия и Зорбег Эбралидзе, игроки тбилисского «Динамо» и сборной СССР.
4 февраля 1969 года возглавлял «Мешахте» в игре против сборной СССР. В 1991—1992 годах — первый главный тренер сборной Грузии по футболу; с командой провёл 4 матча (две победы и два поражения). Похоронен в Тбилиси.

## Достижения
- Бронзовый призёр Первой лиги СССР: 1952, 1957
- Мастер спорта СССР: 1961
- Заслуженный тренер СССР: 1968
- Заслуженный тренер Грузинской ССР: 1970